# Prudence (Band)
Prudence war eine Rockband aus Namsos (Norwegen), die aus Åge Aleksandersen, Terje Tysland, Johan Tangen, Kjell Ove Riseth, Kaare Skevik und Per Erik Wallum bestand. Frode Viken, später bekannt durch die Band D.D.E., war eine Zeit lang Bassist. Die Band wechselte 1969 ihren Namen von Whoopee Choop und schuf den Begriff „Trønderrock“. Die Band war stark inspiriert von internationalen Größen wie The Beatles, Bob Dylan und The Band. Die Band benannte sich nach dem Beatlessong Dear Prudence aus dem Weißen Album (Lied Nr. 2). Sechs Jahre später löste sich die Band auf. Terje Tysland startete später eine Solokarriere.
Die bekanntesten Songs der Band sind Sawmill, Mild Grey Fog, Freezing, 14 Pages, Tomorrow May Be Vanished und Æ e trønder æ.

## Alben
- Into the fire/Kom bli med til København (single 1970)
- Small things in life/Hairy fairies (single 1971)
- My new day/The sky gets blue (single 1971)
- Tomorrow may be vanished (LP 1972, NO #14; CD 1990)
- What man has made of man/North in the country (single 1972)
- Drunk and happy (LP 1973, NO #5; LP 1990/95)
- Drunk and happy/Sitting bull (single 1973)
- No. 5 (LP 1974, CD 1990)
- Bells ringing/Bilbo and Frodo (single 1974)
- Takk te dokk (LP 1975, CD 1990)
- Takk te dokk/Æ e trønder æ (single 1975)
- 11/12-75 (LP 1976, CD 1992/2004)
- If only yesterday could be today, greatest hits (LP 1976)
- The legendary Prudence tapes, vol.1 (LP/CD 1992)
- Det det va (CD 2005)